# カンペル平面
カンペル平面（カンペルへいめん）とは、歯科における診療上、研究上の基準平面のひとつ。鼻下点から耳珠点を結んだ線により構成される平面であり、咬合平面とほぼ平行になるとされる。そのため、総義歯やすれ違い咬合など咬合関係が失われた患者の咬合平面を再構成する場合に参考にされる。
フランクフルト平面とは平均的に12度の角度を持つ。